# 三臭化ヨウ素
三臭化ヨウ素（さんしゅうかようそ、英: iodine tribromide）は化学式IBr3で表されるヨウ素と臭素からなるハロゲン間化合物。

## 性質
暗褐色の液体で、アルコールやエーテルに溶ける。

## 用途
臭素化剤や、半導体製造時のイオンビームエッチングに使用される。